# 杨正元
杨正元（1930年8月—2014年1月1日），江苏镇江人，中华人民共和国政治人物。
早年在中共南京市委统战部工作，1977年9月至1983年11月，任中共南京市委统战部办公室副主任，后任南京市“南京大屠杀编史建馆立碑工作领导小组”编史办副主任，1985年8月至1990年9月，任南京大屠杀遇难同胞纪念馆馆长。